# Shekib Arslan
Shekib Arslan (in arabo شكيب ارسلان‎?; Shueyfat, 25 dicembre 1869 – Beirut, 9 dicembre 1946) è stato un politico e scrittore libanese.
Egli è stato un emiro druso originario del Libano, soprannominato «principe d'eloquenza» (amīr al-bayān) per la sua maestria nella lingua araba. Conosceva anche il turco e il francese ed era in grado di leggere in tedesco e in inglese.
Fu un pensatore, uno storico, un politico, un poeta e uno scrittore di grande fascino e influenza.
 Nazionalista arabo-islamico, fu promotore del giornale La Nation Arabe, che esercitò una grande influenza sulla sua generazione e su un ampio numero di nazionalisti arabi e, in particolare, sugli indipendentisti maghrebini.
Plasmato dalla scuola riformista di Jamal al-Din al-Afghani e di Muhammad Abduh (di cui aveva frequentato i corsi), era tuttavia anche un fervente sostenitore dell'ottomanismo e del panislamismo, per questo si oppose alla rivolta araba del 1916-1918: per lui la divisione dell'Impero ottomano avrebbe contrassegnato negativamente la divisione della Umma islamica, a tutto vantaggio delle potenze europee. Pensava invece che una riforma dell'Islam avrebbe condotto a una rinascita dell'impero.
Fu costretto a recarsi in esilio a Ginevra (Svizzera) dopo l'invasione della regione siro-libanese da parte delle forze armate francesi, vi passò gli anni fra le due guerre mondiali come redattore di diversi giornali e influenzò notevolmente vari indipendentisti maghrebini. Assunse nondimeno la presidenza dell'Accademia di lingua araba di Damasco e fu del pari rappresentante ufficiale della Palestina e della Siria in seno alla Società delle Nazioni. Fu anche alla guida della delegazione permanente a Ginevra del Comitato siro-palestinese, fondato al Cairo nel 1921.

Fu compagno di lotta del celebre sceicco panarabo Rashid Rida, di cui scrisse una biografia. Era proprietario del giornale La Nation Arabe, distribuito dal Marocco a Giava, in cui esprimeva la propria convinzione della imminente rinascita della nazione araba. È all'origine del «patto arabo» votato al congresso di Gerusalemme nel 1931. Tale Patto ispirò anche un certo numero di nazionalisti maghrebini. Negli anni trenta pubblicò un libro, «Pourquoi les Musulmans ont-ils pris du retard et pourquoi les autres ont-ils pris de l'avance?» ("Perché i musulmani sono regrediti e perché gli altri sono progrediti"?), in cui elogiava lo sviluppo delle scienze in Occidente, pur condannando l'occidentalizzazione dei costumi. Giacché, secondo lui: 

## Shekib Arslan in Maghreb
Alcuni esponenti nazionalisti maghrebini hanno subito l'influenza di Shekib Arslan. Egli entrò presto in relazioni con lo sceicco tunisino Salah Sharif e col notabile marocchino Abdesalam Bennuna. Prese come suo collaboratore per i lavori dell'Associazione dei popoli d'Oriente, da lui fondata a Berlino, il tunisino Muḥammad Bāsh Ḥānba (Mohammed Bach Hamba), fratello di ʿAlī Bāsh Ḥānba, uno dei fondatori nel 1907 del movimento Giovani tunisini.

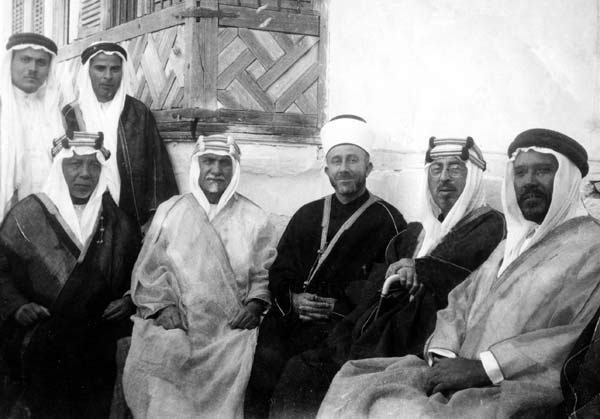
Arslan (il penultimo da destra), accanto al Hajji Amin al-Husayni (alla sua destra), seduto a sua volta accanto a Hashim al-Atassi, in Arabia Saudita ai primi del 1930.

In Tunisia strinse rapporti intimi coi capi del movimento desturiano, tra cui Habib Bourguiba. In Algeria influenzò soprattutto Messali Hadj, leader dell'Étoile nord-africaine, che lo frequentò assiduamente al momento del suo esilio a Ginevra. Arslan contribuì ad allontanare Messali Hadj dal Partito Comunista Francese e a indirizzarlo contro il progetto Blum-Viollette. Operò per l'avvicinamento dell'Étoile nord-africaine all'Associazione degli ulema musulmani algerini (Association des oulémas musulmans algériens).
In Marocco Shekib Arslan fu il portavoce della campagna lanciata contro il Dahir berbero col suo giornale «La Nation Arabe». Divenne un importante membro dell'Action marocaine e assunse nel 1932 Mohamed Belhassan Wazzani come segretario del movimento.
Prese parte ai primi passi del movimento del panarabismo nei Paesi del Maghreb.
L'insegnamento della lingua araba era in tal modo rivendicato con forza dagli indipendentisti. Il panarabismo trovò un largo credito, dalla Libia al Marocco.
Nel suo libro Histoire du nationalisme algérien, Mahfoud Kaddache spiega:
Shakib Arslan tornò in patria solo nel 1946, ricevendo un'accoglienza trionfale, morì però di lì a poco, per le numerose fatiche e malattie sopportate.
Sua figlia May sposò il politico libanese Kamal Jumblatt ed è quindi il nonno materno del leader Walid Jumblatt, guida politica dei drusi libanesi.